# Erebia reducta
Erebia reducta är en fjärilsart som beskrevs av Hartig 1924. Erebia reducta ingår i släktet Erebia och familjen praktfjärilar. Inga underarter finns listade i Catalogue of Life.